# پیترو فرراریس

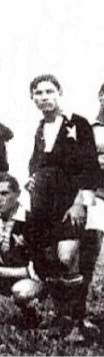
پیترو فرراریس در سال ۱۹۱۴

پیترو فرراریس (به ایتالیایی: Pietro Ferraris) بازیکن فوتبال و اهل ایتالیا است

## تیم ملی
از سال ۱۹۳۵ میلادی عضو تیم ملی فوتبال ایتالیا بوده و در ۱۴ بازی ملی حضور داشته‌است. او در بازی‌های ملی‌اش ۳ گل به ثمر رساند.
پیترو فرراریس آخرین بازی ملی خود را در سال ۱۹۴۷ میلادی انجام داد.